# Eupithecia pictimargo
Eupithecia pictimargo är en fjärilsart som beskrevs av W. Warren 1906. Eupithecia pictimargo ingår i släktet Eupithecia och familjen mätare. Inga underarter finns listade i Catalogue of Life.